# Africada postalveolar sonora
L'africada postalveolar sonora és un so de la parla que se simbolitza [dʒ] en l'AFI (sovint amb una lligadura superior, [dʒ͡], que indica coarticulació, per indicar que es tracta d'un so únic format per dues fases). És un so bastant freqüent en els idiomes del món, present a paraules com l'anglesa "jump" o l'albanesa "hoxha".

## Característiques
- És un so africat perquè té una primera fase oclusiva, on es talla el corrent d'aire i després una fricció
- És una consonant sonora perquè hi ha vibració de les cordes vocals
- És un so oral, l'aire només surt per la boca

## En català
El català posseeix aquest so, que apareix a mots com "formatge". Pot escriure's amb els dígrafs "tj" o "tg", o sorgir de la sonorització del fonema /t͡ʃ/, o de l'africació del fonema /ʒ/ rere de nasal, com a la paraula "penjat".
En català occidental (valencià i nord-occidental) la majoria de les j ortogràfiques (p. ex. jota, jubilat) i les g davant de e o i (p. ex. genoll, gimnàs) corresponen a una pronunciació [dʒ], excepte en valencià central, on esdevenen sordes ([tʃ]).